# جويكو كاتشار

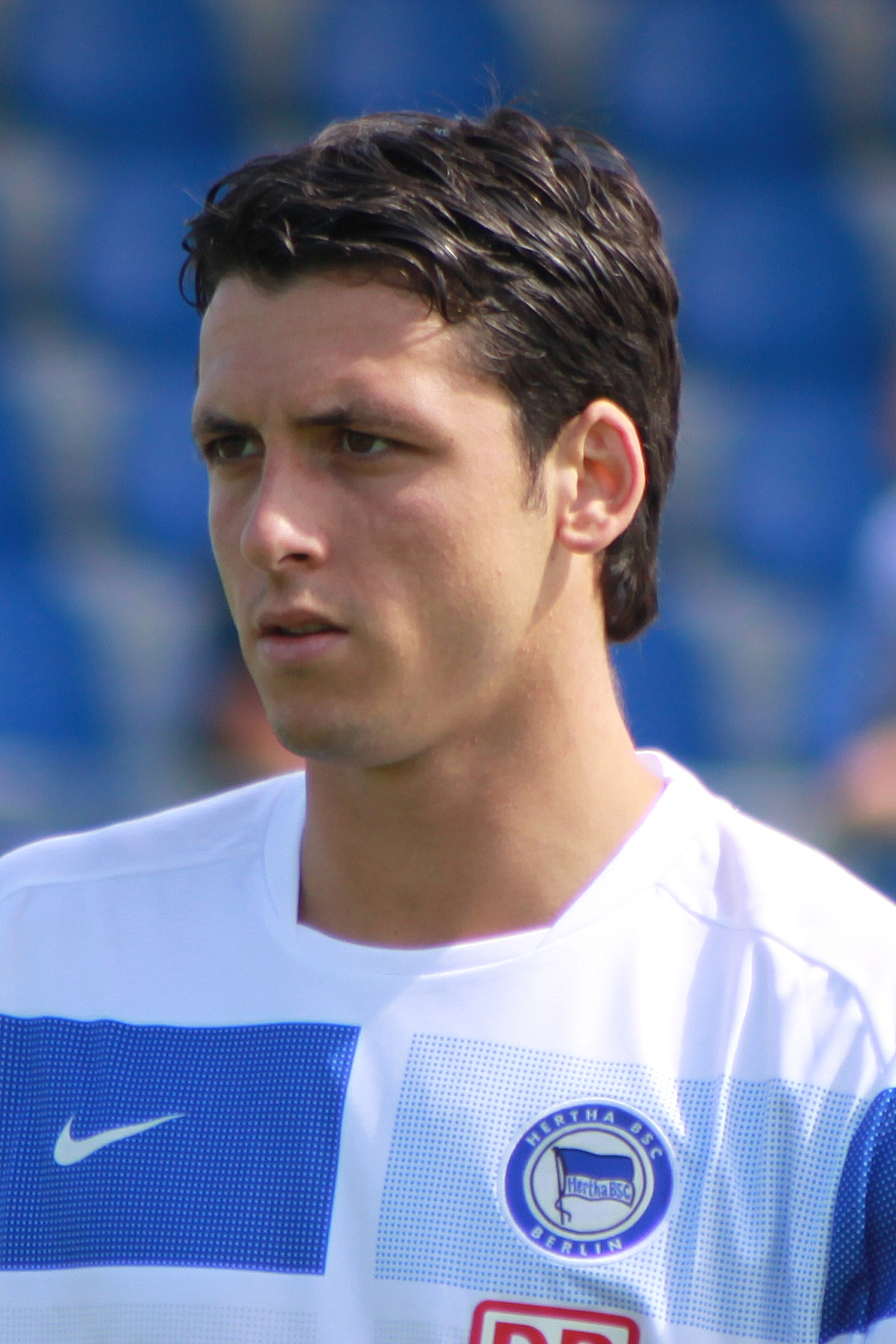
جويكو كاتشار

غويكو كاتشار (بالصربية: Гојко Качар)‏ (مواليد 26 يناير 1987 في نوفي ساد - يوغوسلافيا) لاعب كرة قدم صربي يلعب حاليا لصالح نادي الدرجة الأولى هامبورغ الألماني في مركز الوسط المحوري .

## روابط خارجية
- جويكو كاتشار على موقع الاتحاد الدولي (مؤرشف)  (الإنجليزية)
- جويكو كاتشار على موقع الاتحاد الأوربي (الإنجليزية)
- جويكو كاتشار على موقع رابطة كرة القدم اليابانية للمحترفين (اليابانية)
- جويكو كاتشار على موقع قاعدة بيانات كرة القدم.إي يو (الإنجليزية)
- جويكو كاتشار على موقع بيانات كرة القدم. دي إي (الألمانية)
- جويكو كاتشار على موقع ناشيونال فوتبول تيمز (الإنجليزية)
- جويكو كاتشار على موقع Soccerbase.com (لاعب) (الإنجليزية)
- جويكو كاتشار على موقع Soccerway.com (الإنجليزية)
- جويكو كاتشار على موقع عالم كرة القدم.نت (الإنجليزية)
- جويكو كاتشار على موقع اللجنة الأولمبية الدولية (الإنجليزية)